# Johan Henrik Andresen (född 1961)
Johan Henrik Andresen, till 2011 Johan Henrik Andresen jr., född 25 juli 1961 i Oslo, Norge, är en norsk företagare och social entreprenör och ägare av förvaltningsbolaget Ferd AS.
Johan H. Andresen är son till Johan Henrik Andresen och Marianne Ebba Therese Bielke, sonson till Johan H. Andresen och sonsonson till Nicolai Andresen (1853–1923), vilka alla, liksom han själv ägt och lett Tiedemanns Tobaksfabrik AS. Han tog en kandidatexamen i statskunskap vid Dartmouth College 1988 och en magisterexamen i företagsekonomi vid Rotterdam School of Management i Nederländerna 1993. Fram tills hans far dog 2011 använde han "jr" som tillägg till sitt namn.

## Professionell karriär
Andresen var produktionsdirektör i International Paper Co. i USA från 1989 till 1991. 1993 blev han via familjen delägare i den norska industrigruppen Tiedemannsgruppen, som 2001 namnändrades till Ferd. Han efterträdde sin far som ensam ägare och koncernchef  1998 och därmed blev han den femte i nedstigande led att leda bolaget, sedan den förste Johan H. Andresen köpte tobaksbolaget J.L. Tiedemanns Tobaksfabrik 1849. 1998 slogs tobaksproduktionen i Tiedemanns Tobaksfabrik samman med Scandinavian Tobacco Company.
I september 2006 planerade Andresen att ta över det schweiziska förpackningsföretaget och den tidigare vapenfabriken Schweizerische Industrie Gesellschaft (SIG) genom att lägga ett bud på 11 miljarder norska kronor för 50.01% av bolagets aktier. Andresens plan var att slå samman SIG med det Ferd-ägda Elopak, och därmed göra det till världens näst största förpackningsindustri. SIG:s ledning motsatte sig detta och satte då igång ett priskrig och i mars 2007 meddelade Ferd att man inte skulle genomföra transaktionen. Detta skulle annars ha blivit det största bolagsförvärvet i Norges historia.
Från 2012 har Andresen varit styrelseordförande i familjeföretaget Ferd. Värdet på Ferd är över 32 miljarder kronor och därmed är Johan H. Andresen en av Norges rikaste personer. Genom Ferd finansierar familjen ett stort antal satsningar inom socialt entreprenörskap och mikrofinansiering i Norge och internationellt.
Andresen blev 18 december 2014 utnämnd till ordförande för etikrådet för Statens pensjonsfond utland.
Andresen är ordförande för Council on Ethics for the Government Pension Fund Global. Han har varit styrelsemedlem i Skandinaviska Enskilda Banken AB (SEB) i Sverige, NMI – Norwegian Microfinance Initiative, Junior Achievement –Young Enterprise, Europe, och Junior Achievement –Young Enterprise, Norway (Ungt Entreprenørskap).
Andresen var värd för radioprogrammet Sommar i P1 den 12 augusti 2020.

## Privatliv
Johan H. Andresen är gift med Kristin Andresen. Paret har de två vuxna döttrarna Katharina och Alexandra, vilka 2007 blev medägare i förvaltningsbolaget Ferd.